# Prestonia morilloi
Prestonia morilloi är en oleanderväxtart som beskrevs av F. Markgraf. Prestonia morilloi ingår i släktet Prestonia och familjen oleanderväxter. Inga underarter finns listade i Catalogue of Life.